# Ophioglossum bucharicum
Ophioglossum bucharicum là một loài dương xỉ trong họ Ophioglossaceae. Loài này được O. Fedtsch. & B. Fedtsch. mô tả khoa học đầu tiên.